# Norefjell
Norefjell – ośrodek narciarski położony w gminie Krødsherad, w okręgu Buskerud, w środkowej Norwegii. Jest bazą narciarską i ośrodkiem sportowym. W 1952 r. rozgrywano tu zawody w zjeździe i slalomie gigancie w ramach igrzysk olimpijskich w Oslo. Odbywają się tu także zawody w ramach Pucharu Świata w narciarstwie dowolnym. 
Norefjell to także nazwa pasma górskiego o wysokości sięgającej 1468 m n.p.m., części Gór Skandynawskich. Pasmo to obejmuje gminy Flå, Sigdal i Krødsherad.

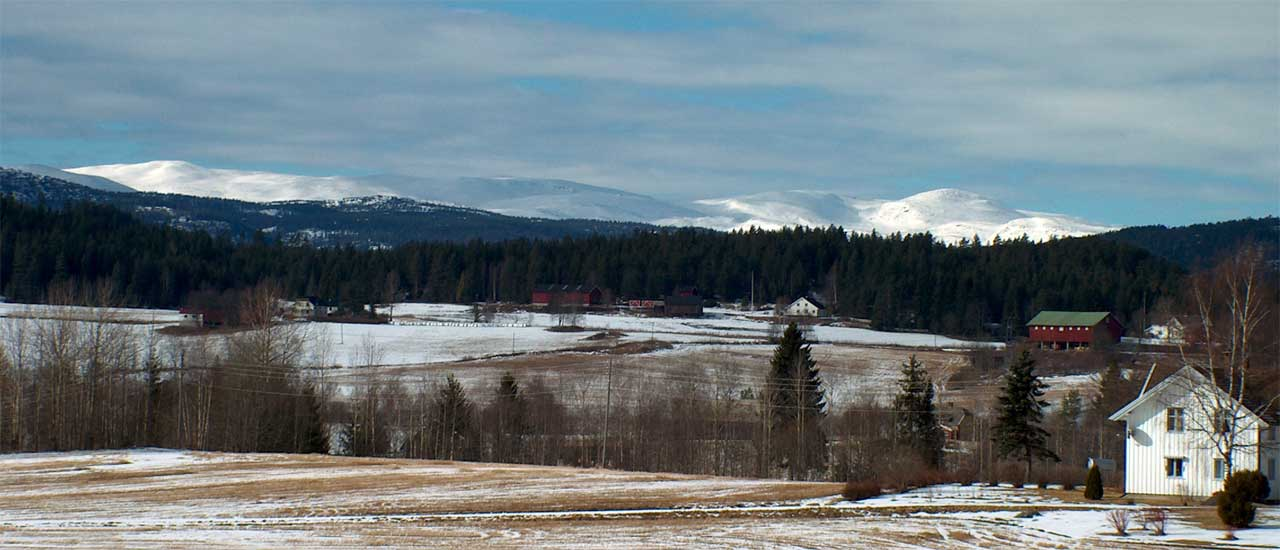
Widok na pasmo Norefjell z Sokna